# Håkan Loob
Per Håkan Loob (ur. 3 lipca 1960 w Slite w Szwecji) – były szwedzki hokeista. Reprezentant Szwecji, dwukrotny olimpijczyk.
Jego bracia Peter (ur. 1957), Jan (ur. 1959) i Anders (ur. 1967) także byli hokeistami. Jego syn Henrik (ur. 1981) również był hokeistą, a obecnie jest trenerem. Drugi syn Niclas (ur. 1985) nadal uprawia hokej.

## Kariera
- IK Graip (1975-1976)
- Roma IF (1976-1977)
- Karlskrona IK (1977-1979)
- Färjestad (1979-1983)
- Calgary Flames (1983-1989)
- Färjestad (1989-1996)

Wychowanek klubu IK Graip. W drafcie NHL z 1980 został wybrany przez Calgary Flames. Wieloletni zawodnik Färjestad w szwedzkich rozgrywkach Elitserien rozegrał łącznie 12 sezonów. W międzyczasie występował w Calgary Flames w lidze NHL. Rozegrał łącznie 450 spotkania w czasie 6 sezonów.
Uczestniczył w turniejach mistrzostw świata w 1982, 1987, 1990, 1991, Canada Cup 1984 oraz zimowych igrzysk olimpijskich 1992, 1994.
W latach 1996–2008 pełnił funkcję menadżera generalnego klubu Färjestad. Od 2008 jest prezydentem klubu.
Od 2005 jest patronem nagrody nazwanej o jego imienia i nazwiska Trofeum Håkana Looba, jaką otrzymuje zawodnik ligi Elitserien, który zdobył najwięcej goli w rundzie zasadniczej sezonu. W swojej karierze łącznie czterokrotnie (rekord w historii) zdobywał najwięcej goli w sezonie, a w edycji 1982/1983 uzyskał 42 gole i tym samym ustanowił rekord strzelecki w najwyższej klasie rozgrywkowej Szwecji.

## Sukcesy
Reprezentacyjne
- Brązowy medal mistrzostw Europy juniorów do lat 18: 1978
- Brązowy medal mistrzostw świata juniorów do lat 20: 1979, 1980
- Srebrny medal Canada Cup: 1984
- Złoty medal mistrzostw świata: 1987, 1991
- Srebrny medal mistrzostw świata: 1990
- Złoty medal zimowych igrzysk olimpijskich: 1994

Klubowe
- Złoty medal mistrzostw Szwecji: 1981 z Färjestad
- Srebrny medal mistrzostw Szwecji: 1983, 1990, 1991 z Färjestad
- Puchar Spenglera: 1993, 1994 z Färjestad
- Mistrz konferencji NHL: 1986, 1989 z Calgary Flames
- Mistrz dywizji NHL: 1988, 1989 z Calgary Flames
- Presidents’ Trophy: 1988, 1989 z Calgary Flames
- Puchar Stanleya: 1989 z Calgary Flames

Indywidualne
- Mistrzostwa świata juniorów do lat 20 w 1980:
  - Skład gwiazd turnieju
  - Pierwsze miejsce w klasyfikacji strzelców turnieju: 7 goli
- Elitserien 1982/1983:
  - Pierwsze miejsce w klasyfikacji strzelców w sezonie zasadniczym: 42 gole
  - Pierwsze miejsce w klasyfikacji asystentów w sezonie zasadniczym
  - Pierwsze miejsce w klasyfikacji kanadyjskiej w sezonie zasadniczym
  - Guldpucken – nagroda dla najlepszego zawodnika sezonu
- Sezon NHL (1983/1984):
  - NHL All-Rookie Team
- NHL (1987/1988):
  - Pierwszy skład Drużyny Gwiazd
  - Viking Award – nagroda dla najbardziej wartościowego szwedzkiego zawodnika w lidze NHL
- Elitserien 1989/1990:
  - Pierwsze miejsce w klasyfikacji asystentów w sezonie zasadniczym
  - Pierwsze miejsce w klasyfikacji strzelców w fazie play-off: 9 goli
  - Pierwsze miejsce w klasyfikacji kanadyjskiej w fazie play-off: 14 punktów
- Elitserien 1990/1991:
  - Pierwsze miejsce w klasyfikacji strzelców w sezonie zasadniczym: 33 gole
  - Pierwsze miejsce w klasyfikacji kanadyjskiej w sezonie zasadniczym
  - Pierwsze miejsce w klasyfikacji strzelców w fazie play-off: 6 goli
  - Guldhjälmen – nagroda dla najbardziej wartościowego zawodnika
- Hokej na lodzie na Zimowych Igrzyskach Olimpijskich 1992:
  - Skład gwiazd turnieju
- Sezon Elitserien 1991/1992:
  - Pierwsze miejsce w klasyfikacji strzelców w sezonie zasadniczym: 37 goli
  - Pierwsze miejsce w klasyfikacji kanadyjskiej w sezonie zasadniczym
  - Guldhjälmen – nagroda dla najbardziej wartościowego zawodnika
- Elitserien 1992/1993:
  - Pierwsze miejsce w klasyfikacji strzelców w sezonie zasadniczym: 25 goli
  - Pierwsze miejsce w klasyfikacji kanadyjskiej w sezonie zasadniczym

Rekordy
- Elitserien:
  - Liczba goli w klasyfikacji strzelców w sezonie regularnym pojedynczo: 42 (1982/1983)
- Färjestads BK:
  - Liczba goli w klasyfikacji strzelców w sezonie regularnym pojedynczo: 42 (1982/1983)
  - Liczba punktów w klasyfikacji kanadyjskiej w sezonie regularnym pojedynczo: 76 (1982/1983)
  - Liczba goli w klasyfikacji strzelców w sezonie regularnym łącznie: 262
  - Liczba punktów w klasyfikacji kanadyjskiej w sezonie regularnym łącznie: 500
  - Liczba goli w klasyfikacji strzelców łącznie: 305

Wyróżnienia i upamiętnienie
- Jego numer 5 został zastrzeżony przez klub Färjestads BK dla zawodników drużyny
- Triple Gold Club: 1994
- Galeria Sławy IIHF: 1998
- Galeria Sławy szwedzkiego hokeja na lodzie: 2012

## Statystyki kariery
| 1979–80    | Färjestads BK  | SEL        | 36  | 15  | 4   | 19  | 20  | –  | –  | –  | –  | –  |
| 1980–81    | Färjestads BK  | SEL        | 36  | 23  | 6   | 29  | 16  | 7  | 5  | 3  | 8  | 6  |
| 1981–82    | Färjestads BK  | SEL        | 36  | 26  | 15  | 41  | 28  | 2  | 1  | 0  | 1  | 0  |
| 1982–83    | Färjestads BK  | SEL        | 36  | 42  | 34  | 76  | 26  | 8  | 10 | 4  | 14 | 6  |
| 1983–84    | Calgary Flames | NHL        | 77  | 30  | 25  | 55  | 22  | 11 | 2  | 3  | 5  | 2  |
| 1984–85    | Calgary Flames | NHL        | 78  | 37  | 35  | 72  | 14  | 4  | 3  | 3  | 6  | 0  |
| 1985–86    | Calgary Flames | NHL        | 68  | 31  | 36  | 67  | 36  | 22 | 4  | 10 | 14 | 6  |
| 1986–87    | Calgary Flames | NHL        | 68  | 18  | 26  | 44  | 26  | 5  | 1  | 2  | 3  | 0  |
| 1987–88    | Calgary Flames | NHL        | 80  | 50  | 56  | 106 | 47  | 9  | 8  | 1  | 9  | 4  |
| 1988–89    | Calgary Flames | NHL        | 79  | 27  | 58  | 85  | 44  | 22 | 8  | 9  | 17 | 4  |
| 1989–90    | Färjestads BK  | SEL        | 40  | 22  | 31  | 53  | 24  | 10 | 9  | 5  | 14 | 2  |
| 1990–91    | Färjestads BK  | SEL        | 40  | 33  | 25  | 58  | 16  | 8  | 6  | 4  | 10 | 8  |
| 1991–92    | Färjestads BK  | SEL        | 40  | 37  | 29  | 66  | 14  | 6  | 2  | 2  | 4  | 2  |
| 1992–93    | Färjestads BK  | SEL        | 40  | 25  | 26  | 51  | 28  | 3  | 4  | 1  | 5  | 0  |
| 1993–94    | Färjestads BK  | SEL        | 22  | 9   | 11  | 20  | 12  | –  | –  | –  | –  | –  |
| 1994–95    | Färjestads BK  | SEL        | 39  | 13  | 25  | 38  | 58  | 4  | 2  | 0  | 2  | 2  |
| 1995–96    | Färjestads BK  | SEL        | 40  | 17  | 32  | 49  | 62  | 8  | 4  | 4  | 8  | 2  |
| Elitserien | Elitserien     | Elitserien | 405 | 262 | 238 | 501 | 304 | 56 | 43 | 23 | 65 | 28 |
| NHL        | NHL            | NHL        | 450 | 193 | 236 | 429 | 189 | 73 | 26 | 28 | 54 | 16 |

M = mecze, GP = mecze, G = gole, A = asysty, Pkt = Punktacja kanadyjska, MIN = minuty spędzone na ławce kar